# إليس ك. واتسون
إليس ك. واتسون هو سياسي كندي، ولد في 1840، وتوفي في 12 ديسمبر 1906.